# Енталпија
Енталпија је мера тоталне енергије термодинамичког система. Она се састоји од унутрашње енергије, која је енергија неопходна да би се формирао систем, и количине енергије потребне да би се обезбедио простор за систем потискивањем његове околине, и успоставили његова запремина и притисак. То је функција стања која се користи у многим мерењима у хемијским, биолошким и физичким системима при константном притиску, што погодно обезбеђује велика амбијентална атмосфера. Израз притисак-запремина изражава рад потребан за утврђивање физичких димензија система, односно да му се направи место померањем околине. Члан притиска-запремине је веома мали за чврсте материје и течности у уобичајеним условима, а прилично мали за гасове. Због тога је енталпија користи за енергију у хемијским системима; веза, решетка, солватација и друге „енергије” у хемији су заправо енталпијске разлике. Као функција стања, енталпија зависи само од коначне конфигурације унутрашње енергије, притиска и запремине, а не од пута којим се то постиже.
Топлота (енталпија) стварања једињења се односи на један мол супстанце на температури од 25 °C и притиску од 101,3 kPa. Под топлотом (енталпијом) стварања подразумева се топлотни ефекат реакције при којој настаје 1 mol сложене супстанце из простих супстанци. Укупна промена енталпије је стална и не зависи од тога да ли се реакција одиграва у једном степену или више степена, ако се полази од истих компонената и добијају исти производи реакције са истим агрегатним стањем. Топлотни ефекат реакције (или промена енталпије реакције) једнак је алгебарском збиру енталпије стварања производа умањеном за суму стварања полазних супстанци (реактаната).
Мерна јединица за енталпију у Међународном систему јединица (СИ) је џул. Друге историјске конвенционалне јединице које се још увек користе укључују калорије и британску топлотну јединицу (БТУ).
Укупна енталпија система не може се директно измерити, јер унутрашња енергија садржи компоненте које су непознате, нису лако доступне или нису од интереса за термодинамику. У пракси је промена енталпије пожељан израз за мерења при константном притиску, јер то поједностављује опис преноса енергије. Када је такође онемогућен пренос материје у систем или ван њега, и не врши се електрични или механички рад, при константном притиску промена енталпије једнака је енергији која се топлотом размењује са околином.
У хемији, стандардна енталпија реакције је промена енталпије када се реактанти у својим стандардним стањима (p = 1 bar; обично T = 298 K) промене у производе у својим стандардним стањима. Ова величина је стандардна топлота реакције при константном притиску и температури, али се може мерити калориметријским методама чак и ако температура варира током мерења, под условом да почетни и крајњи притисак и температура одговарају стандардном стању. Вредност не зависи од путање од почетног до коначног стања јер је енталпија функција стања.
Енталпије хемијских супстанци су обично наведене за притисак од 1 bar (100 kPa) као стандардно стање. Температура не мора бити наведена, али табеле генерално наводе стандардну топлоту стварања на 25 °C (298 K). За ендотермне (апсорбовање топлоте) процесе, промена ΔH је позитивна вредност; за егзотермне (ослобађање топлоте) процесе је негативан.
Енталпија идеалног гаса је независна од његовог притиска или запремине и зависи само од његове температуре која је у корелацији са његовом топлотном енергијом. Прави гасови на уобичајеним температурама и притисцима често се приближавају овом понашању, што поједностављује практично термодинамичко пројектовање и анализу.

## Дефиниција
Енталпија H термодинамичког система дефинише се као збир његове унутрашње енергије и производа његовог притиска и запремине:
H = U + pV,
где је U унутрашња енергија, p притисак, а V запремина система.
Енталпија је екстензивно својство; она је пропорционална величини система (за хомогене системе). Као интензивно својство, специфична енталпија h = H/m се односи на јединицу масе m система, а моларна енталпија Hm је H/n, где је н број молова. За нехомогене системе енталпија је збир енталпија саставних подсистема:
{\displaystyle H=\sum _{k}H_{k},}
где је
H је укупна енталпија свих подсистема,
k се односи на различите подсистеме,
Hk се односи на енталпију сваког подсистема.
Затворени систем може лежати у термодинамичкој равнотежи у статичком гравитационом пољу, тако да његов притисак p стално варира с надморском висином, док је, због захтева равнотеже, његова температура T инваријантна са висином. (Сходно томе, густина гравитационе потенцијалне енергије система такође варира с надморском висином.) Тада сума енталпије постаје интеграл:
{\displaystyle H=\int (\rho h)\,dV,}
где је
ρ („ро”) је густина (маса по јединици запремине),
h је специфична енталпија (енталпија по јединици масе),
(ρh) представља густину енталпије (енталпија по јединици запремине),
dV означава инфинитезимално мали елемент запремине унутар система, на пример, запремину инфинитезимално танког хоризонталног слоја,
интеграл стога представља збир енталпија свих елемената запремине.
Енталпија затвореног хомогеног система је његова енергетска функција H(S,p), са својом ентропијом S[p] и притиском p као променљивим природног стања. Диференцијални однос за њега може се извести на следећи начин. Полази се од првог закона термодинамике за затворене системе за бесконачно мали процес:
{\displaystyle dU=\delta Q-\delta W,}
где је
𝛿Q мала количина топлоте додата систему,
𝛿W мала количина рада коју систем обавља.
У хомогеном систему у коме се разматрају само реверзибилни процеси или чисти пренос топлоте, други закон термодинамике даје 𝛿Q = T dS, при чему је T апсолутна температура, а dS бесконачно мала промена ентропије S система. Надаље, ако је изведено само pV рада, 𝛿W = p dV. Консеквентно,
{\displaystyle dU=T\,dS-p\,dV.}
Додајући d(pV) са обе стране овог израза добија се
{\displaystyle dU+d(pV)=T\,dS-p\,dV+d(pV),}
или
{\displaystyle d(U+pV)=T\,dS+V\,dp.}
Стога је
{\displaystyle dH(S,p)=T\,dS+V\,dp.}

### Карактеристичне функције
Енталпија, H(S[p], p, {Ni}), изражава термодинамику система у енергетској репрезентацији. Као функција стања, њени аргументи укључују и једну интензивну и неколико екстензивних променљивих стања. За променљиве стања S[p], p и {Ni} се каже да су природне променљиве стања у овом приказу. Оне су погодне за описивање процеса у којима су одређене факторима окружења. На пример, када се виртуелна честица атмосферског ваздуха помери на другу надморску висину, притисак који је окружује се мења, а процес је често толико брз да је премало времена за пренос топлоте. Ово је основа такозване адијабатске апроксимације која се користи у метеорологији.
Коњугирано са енталпијом, са овим аргументима, друга карактеристична функција стања термодинамичког система је његова ентропија, као функција, S[p](H, p, {Ni}), исте листе променљивих стања, осим што је ентропија, S[p], у листи замењена енталпијом, H. Изражава ентропијску репрезентацију. За променљиве стања H, p, и {Ni} се каже да су природне променљиве стања у овом приказу. Оне су погодне за описивање процеса у којима се експериментално контролисане. На пример, H и p се могу контролисати омогућавањем преноса топлоте и променом само спољног притиска на клипу који подешава запремину система.

## Физичко тумачење
Израз U је енергија система, а израз pV се може тумачити као рад који би био потребан да би се „направило места” за систем ако би притисак околине остао константан. Када се систем, на пример са n мола гаса запремине V при притиску p и температури T, створи или доведе у садашње стање од апсолутне нуле, енергија се мора испоручити једнака његовој унутрашњој енергији U плус pV, где је pV рад обављен при потискивању притиска околине (атмосфере).
У физици и статистичкој механици може бити од већег интереса да се проучавају унутрашња својства система константне запремине и стога се користи унутрашња енергија. У хемији се експерименти често изводе при константном атмосферском притиску, а рад притиска-запремине представља малу, добро дефинисану размену енергије са атмосфером, тако да је ΔH одговарајући израз за топлоту реакције. За топлотни мотор, промена његове енталпије након пуног циклуса једнака је нули, будући да су коначно и почетно стање једнаки.

## Однос са топлотом
Да би се расправљало о односу између повећања енталпије и снабдевања топлотом, фокус се враћа на први закон у затвореним системима, уз физичку конвенцију знака: dU = δQ − δW, где се топлота δQ доводи кондукцијом, зрачењем, Џуловим загревањем, или трењем услед мешања вратилом са лопатицама или спољним магнетним пољем које делује на унутрашњи ротор (што је рад у околини, али доприноси загревању система). Он се примењује на посебан случај са константним притиском на површини. У овом случају рад је дат са p dV (где је p притисак на површини, dV је повећање запремине система). Случајеви електромагнетне интеракције великог домета захтевају додатне варијабле стања у њиховој формулацији и овде се не разматрају. У овом случају први закон гласи:
{\displaystyle dU=\delta Q-p\,dV.}
Што се може записати као,
{\displaystyle dH=dU+d(pV).}
те је
{\displaystyle dH=\delta Q+V\,dp+p\,dV-p\,dV}
{\displaystyle \,\,=\delta Q+V\,dp.}
Ако је систем под константним притиском, dp = 0, те је консеквентно повећање енталпије система једнако додатој или испуштеној топлоти:
{\displaystyle dH=\delta Q.}
Због тога се у 19. веку користио сада застарели израз садржај топлоте.